# Koboldkärpfling

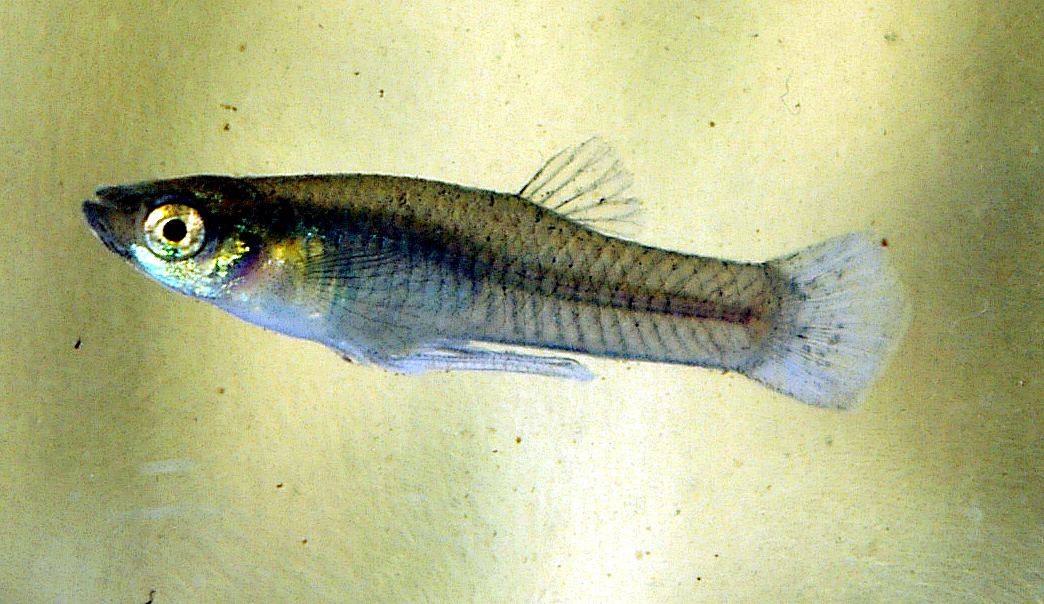
Männchen

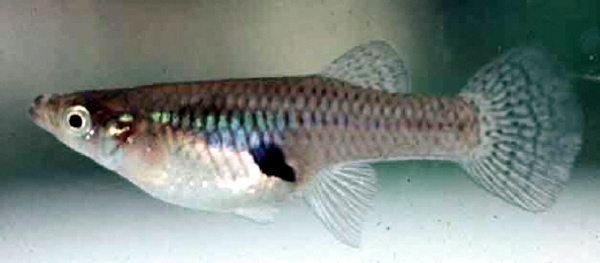
Weibchen mit Trächtigkeitsfleck

Der Koboldkärpfling (Gambusia affinis, vom spanischen gambusino ‚ein lächerliches Nichts‘ und affinis ‚verwandt, an eine andere Art angrenzend‘), auch Westlicher Moskitofisch, Texas- oder Silberkärpfling genannt, ist ein zur Bekämpfung von Stechmückenlarven vielerorts künstlich angesiedelter Fisch. Da er eine wichtige Rolle bei der Eindämmung der Malaria spielt, etablierte sich im englischsprachigen Raum die Bezeichnung mosquitofish. Gegen Ende des 20. Jahrhunderts wurden aber zunehmend auch die negativen Auswirkungen der Ansiedlung auf den Artenreichtum seiner neuen Lebensräume erforscht.
Durch die enorme Anpassungs- und Reproduktionsfähigkeit des Koboldkärpflings gehört er weltweit zu den 100 invasivsten Tierarten (100 of the World’s Worst Invasive Alien Species).

## Verbreitung und Lebensraum
Ursprünglich stammt der Koboldkärpfling aus den Flusssystemen der südlichen USA und des nördlichen Mexikos. Die Anforderungen an seinen Lebensraum sind äußerst gering: Er bewohnt hauptsächlich Gewässer in einem Temperaturbereich von 12–29 °C, kann aber auch bei Temperaturen von nur 3–4 °C und bis zu 42 °C überleben. Eigentlich ein Süßwasserfisch, lebt er auch im Brackwasser und zeigt generell eine hohe Toleranz hinsichtlich der Salinität. Ähnlich niedrig sind die Ansprüche an die Wasserqualität und den Sauerstoffgehalt des bewohnten Gewässers.
Durch Besatzmaßnahmen seit Beginn des 20. Jahrhunderts zur Stechmückenbekämpfung und seine hohe Invasionsfähigkeit ist der Koboldkärpfling heute nahezu weltweit verbreitet.

## Merkmale
Der Koboldkärpfling ist von durchscheinend grauer bis brauner Farbe, die Seiten haben einen leicht bläulichen Schimmer. Gelegentlich finden sich auf dem Körper einige schwarze Sprenkel, ansonsten fehlt eine Körperzeichnung. Die Färbung variiert sowohl zwischen einzelnen Individuen als auch zwischen verschiedenen Populationen. Zusätzlich kann der Koboldkärpfling seine Helligkeit an die Umgebung anpassen, indem er Melanin in den Chromatophoren anreichert oder verringert. Dieser Vorgang ist reversibel.
Der Kopf ist auffallend abgeflacht, das oberständige Maul ist klein und reicht nicht bis an die relativ großen Augen heran. Die Haut des Koboldkärpflings ist von großen Schuppen bedeckt, eine sichtbare Seitenlinie fehlt ihm.
Weibchen können bis zu 7 cm groß werden, die Männchen bleiben mit maximal 4 cm kleiner. Wie bei allen Lebendgebärenden Zahnkarpfen ist die Afterflosse des Männchens zu einem Gonopodium umgebildet.
- Flossenformel: Dorsale 7–9, Anale 9, Pectorale 13–14, Ventrale 6.

## Lebensweise
Ein wesentlicher Grund für die Ausbringung des Koboldkärpflings in vorher durch ihn nicht besiedelte Regionen war sein Fressverhalten. Durch den Verzehr von Moskitolarven sollte er die Bekämpfung der Malaria unterstützen. Tatsächlich ist sein Nahrungsspektrum aber wesentlich breiter. Er ernährt sich von ins Wasser gefallenen Insekten, Krebstieren, Schnecken, den Eiern, Larven und Puppen Wirbelloser sowie von Algen und anderer pflanzlicher Nahrung. Kaulquappen und die Eier von Amphibien verzehrt der Koboldkärpfling ebenfalls. Gejagt werden auch kleinere Fische, wobei es zu Kannibalismus kommen kann. Die Futtersuche erfolgt über die gesamte Dauer des Tages hinweg, der Morgen und die Abenddämmerung sind jedoch die Zeiten der intensivsten Nahrungsaufnahme. Ein Koboldkärpfling ist in der Lage, am Tag die Hälfte bis das Eineinhalbfache seiner Körpermasse zu konsumieren.
Koboldkärpflinge verhalten sich häufig sowohl fremden Fischen als auch den eigenen Artgenossen gegenüber sehr aggressiv. Die innerartlichen Auseinandersetzungen beschränken sich dabei nicht auf Drohgebärden, sondern beinhalten auch Bisse, Stöße und Drängeleien. In der Folge bilden sich Hierarchien heraus, in denen die großen Fische dominieren. Interessanterweise können dennoch immer wieder Koboldkärpflinge in Gruppen beieinanderschwimmend beobachtet werden, dabei halten die einzelnen Individuen nur minimalen Abstand voneinander.
Die Brutsaison dauert von der Mitte des Frühjahrs bis Mitte Herbst, wobei es im Sommer zum Höhepunkt der Fortpflanzungsaktivitäten kommt. Zu Beginn der Saison versammeln sich die sonst vorwiegend getrennt lebenden Männchen und Weibchen. Üblicherweise wird jedes Weibchen von mehreren Männchen begleitet. Diese sind während dieser Phase untereinander besonders aggressiv, in der Regel vertreiben die größeren Tiere die kleineren aus der unmittelbaren Umgebung des Weibchens. Bei der eigentlichen Balz umwirbt das in der Gruppe dominierende Männchen das Weibchen mit noch nicht unmittelbar auf die Paarung abzielenden, durchaus ruppigen Annäherungsversuchen. Die Werbung ist erfolgreich, wenn das umworbene Weibchen die Nähe des Männchens akzeptiert oder sich ihm selbst nähert. Der Balzerfolg tritt allerdings nicht zwingend ein, es ist gleichfalls möglich, dass das Weibchen einfach davonschwimmt. Kommt es zur Paarung, sind meist mehrere Versuche erforderlich, bis das männliche Gonopodium erfolgreich in die weibliche Urogenitalöffnung eingeführt werden kann. Die eigentliche Kopulation ist dann mit durchschnittlich einer Sekunde sehr kurz. Nach 2 bis 3 Wochen Tragezeit wird der Nachwuchs geboren. Die Größe des Wurfs schwankt zwischen 5 und über 100 Jungen, die bei ausreichendem Nahrungsangebot nach 3 Monaten selbst die Geschlechtsreife erreichen. Die weiblichen Koboldkärpflinge können etwa alle 3 bis 4 Wochen gebären. Schon häufig beobachtet wurden sechs, seltener neun, Bruten je Fortpflanzungssaison. Da nach einer Begattung die Weibchen Spermien im Ovidukt über mehrere Monate speichern und so mit einer Paarung mehrere Bruten haben können, ist unklar, wie oft sich Koboldkärpflinge tatsächlich paaren.

## Rolle im Ökosystem
Der englische Name mosquitofish, mit durchgehend positiver Konnotation, wurde zum Ende des 20. Jahrhunderts teilweise durch die Bezeichnung plague minnow (‚Pest-Elritze‘) ersetzt. Dies sollte den Auswirkungen, die die fast weltweite Ansiedlung des Koboldkärpflings hatte, Ausdruck verleihen. Der Erfolg des Einsatzes von Koboldkärpflingen gegen Larven malariaübertragender Mücken war groß, nicht zuletzt durch seine Widerstandsfähigkeit und sein Vordringen bis in sehr flaches Wasser. Diese Widerstandsfähigkeit gegenüber widrigen Umweltbedingungen, seine umfangreiche Nahrungspalette und seine hohe Reproduktionsfähigkeit erlauben es dem Koboldkärpfling trotz seiner geringen Größe aber auch, autochthone Arten in lokalen Ökosystemen der Ansiedlungsgebiete zu verdrängen.
Der Koboldkärpfling ist 2022 in die Liste invasiver gebietsfremder Arten von unionsweiter Bedeutung für die Europäische Union aufgenommen worden.
Der Koboldkärpfling ist Zwischenwirt für den Zwergdarmegel Haplorchis yokogawai.